# Síndrome de progeria, baja estatura y nevos pigmentados
El síndrome de Mulvihill-Smith es un trastorno complejo y raro. Este fue llamado así debido a que fue descrito por primera vez por David Smith, profesor de Pediatría en la Universidad de Washington, y su alumno John Mulvihill en el año 1971, quienes lo descubrieron cuando observaron a un paciente de 17 años el cual presentaba uno síntomas nunca vistos hasta el momento en ningún individuo. Este presentaba un envejecimiento prematuro, sordera, microcefalia, numeroso lunares, disminución de la grasa facial y baja estatura.                                                                                                                                                     Únicamente hay 11 casos documentados, este síndrome se diagnostica en función de los síntomas. La edad promedio de las personas diagnosticadas se encuentran entre los 5 y 30 años de edad. Supuestamente afecta tanto a los hombres como a las mujeres de igual forma pero de los 11 casos detectados hay 7 hombres y 4 mujeres.
Se ha categorizado como una enfermedad de envejecimiento prematuro (síndrome progeroide).

## Síntomas
Este trastorno es extremadamente raro y complejo que presenta las siguientes características:
cabeza anormalmente pequeña (microcefalia),múltiples lunares no cancerosos (nevos pigmentarios), discapacidad intelectual, estatura baja, infecciones recurrentes a un sistema inmunológico deteriorado, deterioro en el sistema auditivo, anomalías dentales (hipodoncia), disminución de la grasa en la cara.
- MICROCEFALÍA: es causada por un desarrollo anormal del cerebro en el útero o por una falta de crecimiento del cerebro tras el nacimiento. El tamaño de la cabeza es menor en comparación con niños de la misma edad y sexo.
- DISCAPACIDADES INTELECTUALES: el 82% de las personas diagnosticadas tienen algún tipo de discapacidad mental. Estas se dan en la mayoría de los pacientes debido al desarrollo cerebral más lento.
- SÍNTOMAS PSICOLÓGICOS: como grandes cambios de humor, depresión, agresión, insomnio, periodos de agitación y trastornos en el sueño.
- PROBLEMAS SENSORIALES: el 91% de las personas diagnosticadas sufren de sordera y también se ha detecta que en el cristalino del ojo hay opacidad y esto puede dañar la visión (cataratas)
- ANOMALÍAS ANATÓMICAS: como puede ser la baja estatura o características físicas como los dedos de manos doblados o curvados (clinodactilia) y dedos de manos y pies acortados (braquidactilia). Algunos sobre todo niños en ocasiones se ve afectado a tener una curva lateral anormal que afecta al pecho (escoliosis torácica). En varones se pueden dar anomalías genitales como la colocación anormal de la abertura urinaria. Además del bajo peso al nacer.
- NEVOS PIGMENTARIOS: el 100% de los pacientes que tienen este síndrome diagnosticado tienen lunares excesivos en la cara, pueden aparecer desde el nacimiento o tras este. En algunos niños y recién nacidos tienen numerosas pecas repartidas por todo el cuerpo.
- INMUNODEFICIENCIA: sistema inmunológico deteriorado, la capacidad de este para luchar contra los organismo invasores está afectado. Que la función inmunológica esté deteriorada frecuentemente se asocia con un mayor riesgo de cáncer, 4 pacientes tuvieron varios tumores de 16 a 28 años.
- SÍNDROME PROGEDOIRE (progeria): la apariencia física de estas personas parecen mayor en cuanto a apariencia física, concretamente en la cara.

- ALTO NIVEL DE COLESTEROL.

## Causas
Se desconoce la causa del síndrome de Mulvihill-Smith, todos los casos encontrados han sido asilados e independientes unos de otros.
Se han barajado varios hipótesis como que esta enfermedad sea el resultado de una mutación genética, también un artículo científico se ha planteado la posibilidad de que esta enfermedad se herede (herencia autosómica recesiva) esto ocurre cuando la persona afectada hereda dos copias anormales del gen. También puede ser que sea autosómica recesiva y además espontánea cuando una mutación surge de manera espontánea y la otra se hereda de uno de los padres.
Todavía no se han identificado los genes específicos a los que se asocia el síndrome.

## Tratamiento
No existe un tratamiento específico, las terapias consisten en intentar controlar los síntomas que tiene el paciente. Este proceso pasa por muchos especialistas distintos los pediatras y médicos se encargan de diagnosticar luego los dermatólogos, los patólogos del habla, los audiólogos y especialistas que diagnostican y tratan anomalías esqueléticas.